# Stamp Collecting
Stamp Collecting («Коллекционирование марок») — еженедельный журнал о коллекционировании почтовых марок, издававшийся в Лондоне (Великобритания) с 1913 года по 1984 год.

## История издания
Журнал был впервые выпущен издательством «Philatelic Press» 20 сентября 1913 года, после чего его выпуск был приостановлен на пять недель в связи с началом Первой мировой войны, после чего в январе 1915 года журнал перешёл к Ф. Хью Валланси. Ежегодники были изданы за 1925 год, 1926—1927 годы и 1928—1929 годы. В 1930 году журнал перешёл в собственность компании «Stamp Collecting Limited», возглавляемой Дугласом Б. Армстронгом (Douglas B. Armstrong), который также стал главным редактором. В разное время выпускались приложения под названиями «Stamp Collecting Literary Supplement», «Stamp Collecting Daily Edition» (выходило ежедневно во время Лондонской филателистической выставки в ноябре 1928 года) и «Stamp Collecting Junior Edition».
В 1932 году вместе с журналом вручался бесплатный подарок в честь XIX Филателистического конгресса Великобритании, который проходил в Брайтоне с 13 по 19 июня 1932 года. Этот сувенир представлял собой репродукцию лицевой стороны секретки «Мюльреди» 1840 года размером с почтовую открытку с названием, местом проведения и датами Конгресса в поле «адрес», а также с надписью внизу англ. «With the Compliments of „Stamp Collecting“» (С наилучшими пожеланиями от журнала «Stamp Collecting») 15, St. Bride Street, EC4".
В 1969 году к журналу «Stamp Collecting» был присоединён журнал «The Philatelic Magazine». В 1984 году фирма прошла добровольную ликвидацию, а журналы «Stamp Collecting» и «The Philatelic Magazine» были приобретены компанией «Stamp News Limited» и присоединены к журналу «Stamp News», при этом издание самого этого журнала прекратилось в 1986 году.